# Skogs-Tibble landskommun
Skogs-Tibble landskommun var en tidigare kommun i Uppsala län. 

## Administrativ historik
Kommunen inrättades i Tibble socken i Hagunda härad i Uppland när 1862 års kommunalförordningar trädde i kraft 1863. Den 1 januari 1886 (enligt beslut den 17 april 1885) ändrades namnet till Skogs-Tibble.
Vid kommunreformen 1952 gick den upp i Norra Hagunda landskommun, som 1971 uppgick i Uppsala kommun. 